# Theodor Sinram
Theodor Sinram (auch: Heinrich Theodor Sinram; * 22. Dezember 1840 in Hannover; † 10. September 1896 in Hamburg) war ein deutscher Mathematiker, Pädagoge und Schulgründer sowie Autor.

## Leben
Heinrich Theodor Sinram wurde in der Residenzstadt des Königreichs Hannover geboren und besuchte die dortige Bürgerschule. Nur wenige Wochen nach der Schlacht bei Langensalza trat der Jugendliche im Alter von 17 Jahren als Freiwilliger der in der Folge preußischen Artillerie bei. Während dieser Zeit besuchte er in drei aufeinanderfolgenden Wintern die hannoversche Unteroffizierschule, an der seine Begabung im Fach Mathematik hervortrat.
Anschließend fand Sinram in Hamburg seine erste Anstellung beim dortigen städtischen Vermessungsbüro. Später wurde er in der Hansestadt als Lehrer an der dortigen Polytechnischen Vorbildungsanstalt von Pape angestellt.
In der Gründerzeit nach der Reichsgründung eröffnete Heinrich Theodor Sinram 1876 eine bald vielbesuchte eigene Fachschule für Mathematik, Physik und Zeichnen.
Um seine eigenen Kenntnisse zu vervollkommnen, ging Sinram nach Göttingen, um an der dortigen Universität vor allem die Vorlesungen von Moritz A. Stern zu hören.
Im April 1896 stellte Sinram aufgrund eines inneren Leidens seine Tätigkeiten ein, um sich einer Operation zu unterziehen, an deren Folgen er am 10. September 1895 in Hamburg verstarb.

## Schriften (Auswahl)

### Aufsätze
Sinram veröffentlichte insbesondere in der in Leipzig und Berlin bei Teubner erschienenen Archiv der Mathematik und Physik. Mit besonderer Rücksicht auf die Bedürfnisse der Lehrer an höheren Unterrichtsanstalten verschiedene Aufsätze, die sich mit Fragen der elementaren Geometrie, Algebra und Reihenlehre beschäftigten.

### Schulbücher
- im Verlag Otto Meißner, Hamburg:
  - Aufgaben aus der Arithmetik und Algebra, Erster Teil
  - Antworten zu den Aufgaben aus der Arithmetik und Algebra, erster Teil